# Oliveda
Oliveda – miejscowość w Hiszpanii, w Katalonii, w prowincji Girona, w comarce Alt Empordà, w gminie Maçanet de Cabrenys.
Według danych INE z 2005 roku miejscowość zamieszkiwało 6 osób.